# Collet du Linge
Le collet du Linge — plus rarement col du Linge — est un col des Vosges, situé dans le Haut-Rhin, en France, à 987 mètres d'altitude.

## Histoire
Au cours de la Première Guerre mondiale, le collet du Linge est situé sur la ligne de front séparant les troupes françaises des troupes allemandes. Du 20 juillet au 15 octobre 1915, le col est le théâtre d'un affrontement meurtrier durant lequel l'armée française tente de prendre d'assaut les sommets du Linge aux troupes allemandes.
Le 9 août 1981 est officiellement inauguré le Musée-Mémorial du Linge qui présente les objets français et allemands trouvés sur le champ de bataille.

## Ascensions cyclistes au Tour de France
Passage en tête :
- 1957 : Louis Bergaud  France
- 1967 : Jesús Aranzabal  Espagne
- 2001 : Laurent Jalabert  France